# Mine de Bellavista
Pour les articles homonymes, voir Bellavista.
 (juillet 2015).
 (mars 2025).
La mine de Bellavista est une mine à ciel ouvert d'or située au Costa Rica.